# Hypsophila meinhardti
Hypsophila meinhardti är en fjärilsart som beskrevs av Koshantchikov 1947. Hypsophila meinhardti ingår i släktet Hypsophila och familjen nattflyn. Inga underarter finns listade i Catalogue of Life.